# Miguel Hernández Gómez
Miguel Hernández Gómez (floruit 1942-1960) fue un sindicalista y político español que, durante la dictadura de Francisco Franco, ocupó los cargos de alcalde de Cartagena y procurador en las Cortes Españolas.

## Primeros años
La vida pública de Hernández Gómez comenzó en la década de 1940, cuando se desempeñaba en Cartagena como delegado de la Central Obrera Nacional-Sindicalista (CONS), un sindicato vinculado al partido único del régimen franquista. Dicha posición le brindó una consideración social que se vio apuntalada cuando en 1942 fue elegido presidente de la Agrupación de San Juan Evangelista, la hermandad pasionaria adscrita a la Cofradía marraja mediante la cual Miguel Hernández participaba en las procesiones de la Semana Santa local. Durante su mandato, que se extendió hasta 1957, tuvo lugar en 1943 la recepción de la imagen de Juan el Apóstol encargada al escultor José Capuz y se introdujo un carácter de marcialidad a las procesiones de los tercios de penitentes.
La dirigencia a nivel municipal de la CONS le ofreció asimismo la oportunidad de reclutar a muchos trabajadores marrajos del sindicato para la agrupación sanjuanista. Este proselitismo no entrañó el descuido de sus funciones sindicales, pues en enero de 1947 presidía el pleno del Consejo Sindical Comarcal en que se acordó la creación de la Escuela de Formación Profesional Almirante Bastarreche, nombrada así en honor de Francisco Bastarreche Díez de Bulnes, capitán general del Departamento Marítimo de Cartagena.

## Alcalde de Cartagena y procurador (1949-1960)

### Contexto histórico
En febrero de 1949, Hernández Gómez fue requerido por el gobernador civil de Murcia Cristóbal Gracia Martínez para sustituir al alcalde saliente Manuel Zamora Vivancos al frente del Ayuntamiento de Cartagena. Se iniciaba de este modo un mandato que se extendería durante once años, que coincidiría con una fase de expansión en el desarrollo económico de Cartagena fruto de dos acontecimientos que atrajeron fuertes inversiones en el municipio. El primero de ellos fue el establecimiento desde 1945 de un flujo permanente de abastecimiento hídrico para Cartagena y su base naval a través de la canalización del Taibilla, lo cual estimuló el despegue del polo industrial del valle de Escombreras, y el segundo fue la definitiva inserción de España en el Bloque Occidental como resultado de los Pactos de Madrid de 1953, que supusieron el despliegue en la ciudad de tropas estadounidenses y la planificación de nuevas instalaciones de apoyo en Tentegorra y San Pedro. No obstante, el crecimiento trajo consigo ciertas contrapartidas, la más acuciante de ellas la dotación de viviendas adecuadas para las familias que subsistían en condiciones de hacinamiento.
Después de tres años en el ejercicio del cargo de primer edil, Miguel Hernández medró en el organigrama de la dictadura y en mayo de 1952 fue investido procurador en las Cortes Españolas, la institución corporativa que funcionaba como pseudoparlamento del país. En esta responsabilidad, que combinó con el gobierno del Ayuntamiento, se mantuvo hasta mayo de 1960, y sus servicios fueron recompensados en febrero de 1957 a través de la concesión de la Gran Cruz del Mérito Naval con distintivo blanco. Meses más tarde, en abril, era él quien imponía la medalla de oro de Cartagena a Francisco Franco en el curso de una visita del jefe de Estado a la localidad, en la primera y única vez que se concedía tal galardón sin el previo expediente reglamentario.
En marzo de 1960, Hernández Gómez presentó su dimisión y fue reemplazado como alcalde accidental por Antonio Galvache Cerón, hasta que en junio el gobernador civil Antonio Luis Soler Bans proclamó a Federico Trillo-Figueroa y Vázquez.

### Obra pública y urbanismo

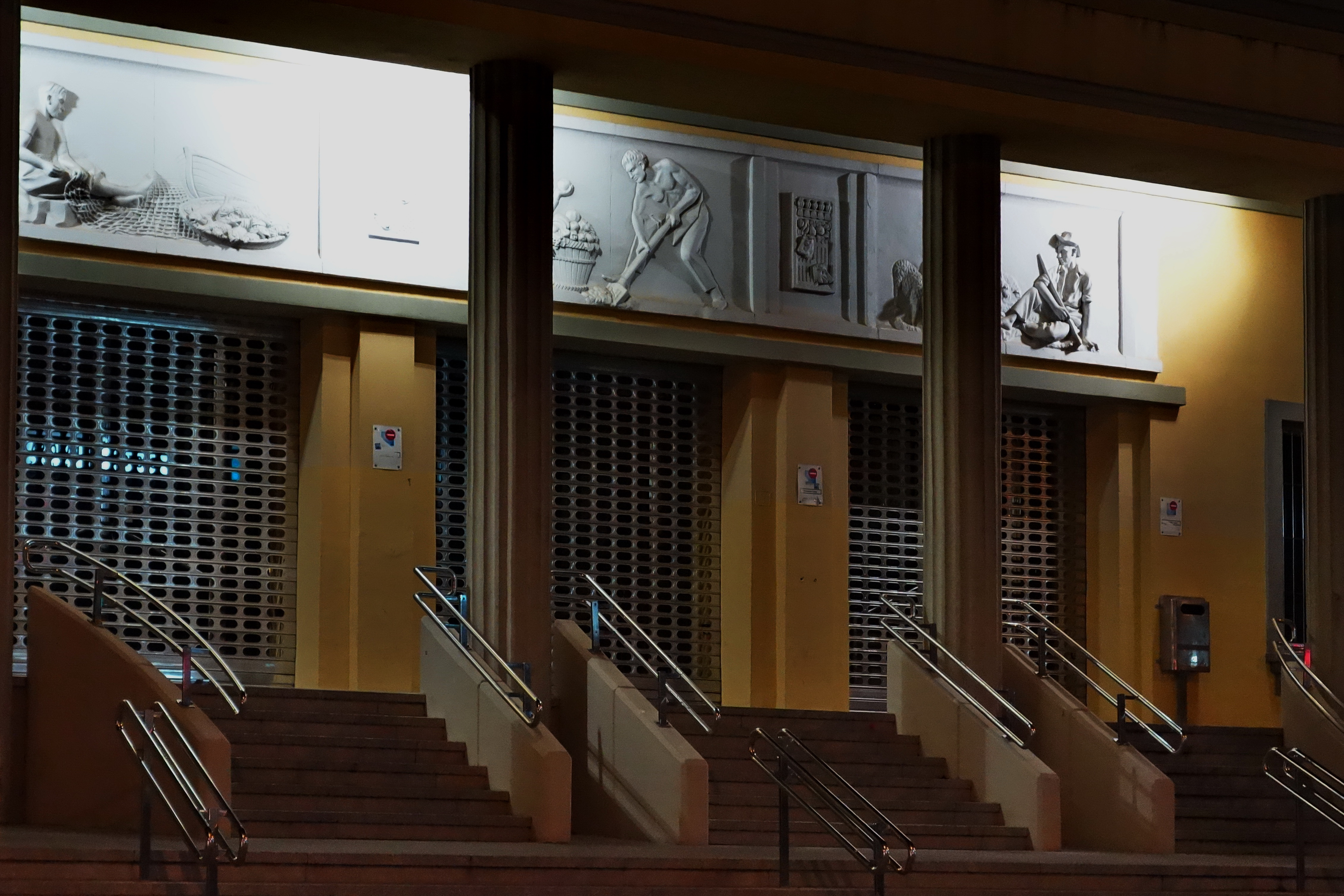
Portada del Mercado de Santa Florentina, activo desde 1953.

Entre sus intervenciones más destacadas en este sector de la administración estuvieron las emprendidas en el año 1953, que involucraron la puesta en marcha del Mercado de Santa Florentina, inaugurado en julio junto al capitán general Luis de Vierna y Belando; y del Taller-Escuela de Formación Profesional Almirante Bastarreche, que había impulsado durante su paso por la CONS. El centro fue inaugurado en diciembre en presencia del delegado nacional de Sindicatos José Solís Ruiz, y quedó regentado por un patronato encabezado por dirigentes locales de Falange, como Miguel Hernández –a la sazón líder del Movimiento Nacional en Cartagena además de alcalde– y el delegado comarcal de Sindicatos José Ramos Romero.
Empero, su acción más significativa fue el arranque en 1957 de la redacción del Plan General de Ordenación Urbana, aunque no entraría en vigor hasta 1961, bajo la alcaldía de Trillo-Figueroa. Sin abandonar el plano urbanístico, reactivó asimismo los relegados planes de expropiación y demolición de viviendas del cerro del Molinete –cuyos primeros esbozos databan del último tercio del siglo XIX–, promoviendo una normativa que rechazaba toda licencia de obra en aquel deprimido barrio con la intención de que sus habitantes lo abandonasen en favor de las viviendas sociales levantadas por el Ministerio de Vivienda y el Patronato Francisco Franco en Lo Campano y las barriadas Virgen de la Caridad y Villalba. Con todo, serían sus sucesores quienes acelerasen y finalmente culminasen el proyecto en 1974.
Habiendo prometido facilitar terrenos de propiedad municipal para la construcción de las escuelas de Peritos Industriales, de Ayudantes Facultativos de Minas y de Maestría de Minas, en julio de 1959 llevó a efecto lo convenido proporcionando una superficie de elevada cuantía en el Paseo de Alfonso XIII.

### Política de honores y confesionalidad
A lo largo de su prolongado periodo como máxima autoridad municipal, Hernández Gómez hizo materializarse diversos homenajes a personalidades y entidades que, de acuerdo al historiador Egea Bruno (1996), fueron reflejo de su estrecha relación con el resto de poderes establecidos. Así, en 1949 se otorgó al almirante Salvador Moreno Fernández la dignidad de Hijo Adoptivo de Cartagena, y se erigieron bustos del militar José López-Pinto Berizo y del marino e inventor Isaac Peral en 1950 y 1951, respectivamente. Un año después, la plaza de la Merced era renombrada como «José Antonio» en honor al fundador de Falange, y en 1957 fue condecorado el militar y exministro Juan Antonio Suanzes con la medalla de oro del Ayuntamiento.
Paralelamente a estas atenciones dispensadas a militares y falangistas, y en sintonía con la ideología nacionalcatólica del Estado, Miguel Hernández cultivó una fecunda relación con la Iglesia católica. Uno de los primeros gestos hacia la institución religiosa fue la reposición en abril de 1950 de las efigies de los Cuatro Santos, las cuales habían estado expuestas en la calle homónima hasta que fueron retiradas durante guerra civil. A este hecho le siguió en 1954 la solemnización del año mariano convocado por el papa Pío XII mediante el emplazamiento de un monumento a la Inmaculada Concepción en la plaza de Risueño, pidiendo además a la Santa Sede la declaración como dogma de la mediación universal de la Virgen María.
El cenit de este proceder se alcanzó en abril de 1955, cuando presidió junto al ministro de Marina Moreno Fernández, el presidente del Consejo Superior de Investigaciones Científicas José Ibáñez Martín y el almirante Bastarreche la ceremonia de restitución de la corona de la Virgen de la Caridad, extraviada durante la contienda de 1936. La participación del alcalde en el acto consistió en la entrega del tocado al hermano mayor del Santo y Real Hospital, Mariano Pascual de Riquelme, quien a su vez lo puso en manos del obispo de la diócesis de Cartagena, Ramón Sanahuja y Marcé, quien por último lo impuso a la imagen.
Otras demostraciones de la fe militante de Hernández Gómez fueron el nombramiento en 1958 como Hija Adoptiva de Francisca Armendáriz, fundadora y directora de la Asociación de Hijas de María de la Medalla Milagrosa; la donación de una parcela para la construcción de la iglesia parroquial de San Fulgencio y la subvención de las actividades de predicación de la Iglesia en el municipio, cuyo consistorio corría además con los gastos de los ritos de primera comunión de los niños internos de la Casa de Misericordia. El fervor religioso del alcalde, que incluso llegó a apadrinar la ordenación de seminaristas y sacerdotes, ha conducido a Egea Bruno a considerar una etapa «municipal-católica» en la historia de Cartagena, coincidente casi totalmente con su época de gestión.